# فیری باراکودا
فیری باراکودا(به انگلیسی: Fairey Barracuda) یک هواگرد ناوپایه، اژدرافکن و بمب‌افکن شیرجه‌ای بریتانیایی بود که توسط فیری اوییشن طراحی شده بود. باراکودا اولین هواپیما از این نوع بود که توسط Fleet Air Arm نیروی دریایی سلطنتی (FAA) به‌طور کامل از فلز ساخته شد.

## کاربران
کانادا
 فرانسه
 هلند
 بریتانیا

## مشخصات فنی (باراکودا Mk II)
داده‌ها از Fairey Aircraft since 1915, British Naval Aircraft since 1912, The Encyclopedia of Weapons of World War II
ویژگی‌های عمومی
- خدمه: ۳
- طول: ۳۹ فوت ۹ اینچ (۱۲٫۱۲ متر)
- پهنای بال: ۴۹ فوت ۲ اینچ (۱۴٫۹۹ متر)
- ارتفاع: ۱۵ فوت ۲ اینچ (۴٫۶۲ متر)
- مساحت بال‌ها: ۴۰۵ فوت مربع (۳۷٫۶ متر مربع)
- وزن خالی: ۹٬۳۵۰ پوند (۴٬۲۴۱ کیلوگرم)
- وزن ناخالص: ۱۳٬۲۰۰ پوند (۵٬۹۸۷ کیلوگرم)
- بیشترین وزن برخاست: ۱۴٬۱۰۰ پوند (۶٬۳۹۶ کیلوگرم)
- پیشرانه: ۱ عدد موتور پیستونی V-12 با خنک‌کننده مایع رولز-رویس مرلین, ۱٬۶۴۰ اسب بخار (۱٬۲۲۰ کیلووات)
- ملخ‌ها: چهارملخه ملخ سرعت ثابت

عملکرد
- حداکثر سرعت: ۲۴۰ مایل بر ساعت (۳۹۰ کیلومتر بر ساعت، ۲۱۰ گره)
- سرعت کروز: ۱۹۵ مایل بر ساعت (۳۱۴ کیلومتر بر ساعت، ۱۶۹ گره)
- بُرد: ۱٬۱۵۰ مایل (۱٬۸۵۰ کیلومتر، ۱٬۰۰۰ مایل دریایی)
- بُرد رزمی: ۶۸۶ مایل (۱٬۱۰۴ کیلومتر، ۵۹۶ مایل دریایی) با ۱٬۶۲۰ پوند (۷۳۵ کیلوگرم) اژدر
- حداکثر ارتفاع: ۱۶٬۰۰۰ فوت (۴٬۹۰۰ متر)
- زمان اوج‌گیری: ۵٬۰۰۰ فوت (۱٬۵۲۴ متر) در ۶ دقیقه
- بارگیری بال: ۳۲٫۶ پوند بر فوت مربع (۱۵۹ کیلوگرم بر متر مربع)
- توان به وزن|توان/جرم: ۰٫۱۲ horsepower per pound (۰٫۲۰ kilowatts per kilogram)

تسلیحات

- اسلحه‌ها: ۲ × ۰٫۳۰۳ اینچ (۷٫۷ میلی‌متر) Vickers K machine guns در کابین عقب[۳]
- بمب‌ها: ۱× ۱٬۶۲۰ پوند (۷۳۵ کیلوگرم) اژدر هواپایه یا ۴× ۴۵۰ پوند (۲۰۵ کیلوگرم) depth charges یا ۶× ۲۵۰ پوند (۱۱۰ کیلوگرم) بمب[۳]

## همچنین ببینید
هواگردهای با عملکرد، پیکربندی و یا دوره زمانی مشابه
- کورتیس اس‌بی۲سی هل‌دایور
- داگلاس تی‌بی‌دی دوستیتر
- گرومن تی‌بی‌اف اونجر
- بی۶ان
- سوپرمرین تایپ ۳۲۲
- دی۴وای

فهرست‌های مرتبط
- List of aircraft of World War II
- List of aircraft of the Fleet Air Arm

### ارجاعات
1. ↑  Fredriksen 2001, p. 106.
2. ↑  Taylor 1974, p. 325.
3. 1 2 3  Thetford 1978, pp. 162–163.
4. ↑  Bishop 1998, p. 401.

### کتابشناسی - فهرست کتب
- Bishop, Chris (Ed) "The Encyclopedia of Weapons of World War II." Orbis Publishing Ltd, 1998. شابک ‎۰−۷۶۰۷−۱۰۲۲−۸.
- Brown, Eric, CBE, DCS, AFC, RN. ; William Green, and Gordon Swanborough. "Fairey Barracuda". Wings of the Navy, Flying Allied Carrier Aircraft of World War Two. London: Jane's Publishing Company, 1980, pp.  99–108. .
- Brown, J. David. Fairey Barracuda Mks. I-V (Aircraft in profile 240). Windsor, Berkshire, UK: Profile Publications Ltd. , 1972.
- Brown, David. HMS Illustrious Aircraft Carrier 1939-1956: Operational History  (Warship Profile 11). London: Profile Publications, 1971.
- Fredriksen, John C. International Warbirds: An Illustrated Guide to World Military Aircraft, 1914-2000. ABC-CLIO, 2001. شابک ‎۰−۷۱۰۶−۰۰۰۲-Xشابک ‎۱−۵۷۶۰۷−۳۶۴−۵.
- Hadley, D. Barracuda Pilot. London: AIRlife Publishing, 2000. شابک ‎۱−۸۴۰۳۷−۲۲۵−۷.
- Halley, James J. The Squadrons of the Royal Air Force & Commonwealth 1918–1988. Tonbridge, Kent, UK: Air-Britain (Historians) Ltd. , 1988. شابک ‎۰−۸۵۱۳۰−۱۶۴−۹.
- Harrison, W.A. Fairey Barracuda, Warpaint No.35. Luton, Bedfordshire, UK: Hall Park Books Ltd. , 2002.
- Jefford, C.G. RAF Squadrons, a Comprehensive Record of the Movement and Equipment of all RAF Squadrons and their Antecedents since 1912. Shrewsbury, UK: Airlife Publishing, 2001. شابک ‎۱−۸۴۰۳۷−۱۴۱−۲.
- Kilbracken, Lord. Bring Back my Stringbag. London, Pan Books Ltd. , 1980 (also London: Peter Davies Ltd, 1979), شابک ‎۰−۳۳۰−۲۶۱۷۲-X.
- Lewis, Peter. Squadron Histories: R.F.C. , R.N.A.S. and R.A.F. 1912–59. London: Putnam, 1959.
- Mason, Tim. The Secret Years: Flight Testing at Boscombe Down, 1939-1945. Manchester, UK: Hikoki Publications, 1998. شابک ‎۰−۹۵۱۹۸۹۹−۹−۵.
- Smith, Peter C. Dive Bomber!: Aircraft, Technology, and Tactics in World War II. Stackpole Books, 2008. شابک ‎۰−۸۱۱−۷۴۸۴۲−۱
- Taylor, H.A. Fairey Aircraft Since 1915. London: Putnam, 1974. شابک ‎۰−۳۷۰−۰۰۰۶۵-X.
- Thetford, Owen. British Naval Aircraft since 1912. London: Putnam, Fifth edition, 1982. شابک ‎۰−۳۷۰−۳۰۰۲۱−۱.
- Willis, Matthew. "Database: The Fairey Barracuda." Aeroplane Monthly, May 2009, Vol. 37, No. 5, pp.  57–77.